# Francesco Canneti
Francesco Canneti (Vicenza, 29 agosto 1807 – Vicenza, 4 agosto 1884) è stato un musicista e compositore italiano.

## Biografia
Si diploma presso il liceo musicale di Bologna ed intraprende quella che sarà una brillante carriera musicale. Compone diverse opere, tra cui il Saul, che nel 1845 viene rappresentato al teatro La Scala di Milano; in queste opere i critici gli riconoscono una notevole creatività melodica. Nel 1848 viene nominato organista della Cattedrale di Vicenza, e più tardi si dedicherà ad una fiorente attività compositiva di carattere sacro. questo nuovo incarico lo porta anche ad insegnare le discipline musicali in diversi istituti della città, compilando anche un trattato di contrappunto (Il Contrappunto esposto con metodo facile), pubblicato dalla casa Ricordi di Milano nel settembre 1869.
A lui è intitolato l'auditorium "Canneti" di Vicenza.

## Opere (parziale)
- Emilia, opera, Vicenza, 1830
- Francesca da Rimini, 1843
- Requiem (Milano, Lucca)
- Tantum Ergo a sei voci (ib.)
- Saul